# Jihoafrická unie na Letních olympijských hrách 1960
Jihoafrická unie se účastnila Letní olympiády 1960 v italském Římě. Zastupovalo ji 55 sportovců (53 mužů a 2 ženy) ve 12 sportech.

## Medailisté
| Medaile | Jméno          | Sport    | Soutěž                    |
| ------- | -------------- | -------- | ------------------------- |
| Stříbro | Daan Bekker    | Box      | Muži váha těžká do 81 kg  |
| Bronz   | William Meyers | Box      | Muži pérová váha do 57 kg |
| Bronz   | Malcolm Spence | Atletika | Muži běh na 400 m         |